# پوشش (توپولوژی)
در ریاضیات، یک پوشش برای مجموعه X، دسته ای از مجموعه‌ها است که اجتماع آن‌ها شامل X باشد. به‌طور کلی اگر
{\displaystyle C=\lbrace U_{\alpha }:\alpha \in A\rbrace }
باشد، آنگاه C یک پوشش برای X است اگر:
{\displaystyle X\subseteq \bigcup _{\alpha \in A}U_{\alpha }.}